# آي إي سي 60027
آي إي سي 60027:الرموز التي يتوجب استخدامها في التكنولوجيا الكهربائية (بالإنجليزية: IEC 60027:Letter symbols to be used in electrical technology)‏ هو معيار وضعته اللجنة الدولية للتقانة الكهربائية. يتكون هذا المعيار من عدة أجزاء:
- IEC 60027-1: عام
- IEC 60027-2: اتصالات وإلكترونيات
- IEC 60027-3: كميات لوغاريتمية وأخرى ذات الصلة ووحداتها
- IEC 60027-4: رموز الكميات المستخدمة في الآلات الكهربائية الدوّارة
- IEC 60027-6: تكنولوجيا التحكم
- IEC 60027-7: كميات فسيولوجية ووحداتها

## وصلات خارجية
(بالإنجليزية)
- IEC 60027
- Prefixes for binary multiples